# 丁乃通
丁乃通（1915年4月22日—1989年4月22日），浙江杭州人，中國民俗學家與民俗文學研究者。

## 生平
1936年畢業於清華大學西方語文學系，隨即赴美深造。1938年在哈佛大學獲英國文學碩士，1941年在同校學英國文學博士學位。長期任西伊利諾伊大學教于英文系，研究中西敘事的比較文學。
1941年到1950年間，先後任教上海之江大學、嵩縣河南大學、重慶及南京中央大學。1951年到1952年任教於廣州嶺南大學，1955年至1956年任教於香港新亞書院。之後赴美任教於泛美大學、西伊利諾大學，講授英國文學。1985年受聘為華中師範大學客座教授。1989年4月22日在西伊利諾大學病逝因心肌梗塞去世。

## 作品
在歐洲及美國專業期刊發表學術論文34篇。其代表作集為《中西敘事文學比較研究》，1994年10月由華中師範大學出版社出版。1975年三藩市中文資料中心出與許麗霞合著的《中國民間敘事書目》。1978年芬蘭國家科學院出版英文版《中國民間故事類型索引》，該書中文版於1986年由中國民間文藝出版社出版。